# J.M.C. Bouvy
Johanna Maria Christina (Miep) Bouvy (Dordrecht, 21 oktober 1893 - Wassenaar, 31 augustus 1960) was een Nederlands letterkundige. Miep Bouvy promoveerde in 1935 bij Albert Verwey op het proefschrift Idee en Werkwijze van Mevrouw Bosboom Toussaint. In 1939 verbleef zij in de Verenigde Staten van Amerika, waar het uitbreken van de Tweede Wereldoorlog haar terugreis onmogelijk maakte. Gedurende de oorlog verstuurde zij meer dan 150 kledingpakketten naar Nederland. In 1956 kreeg zij van de regering opdracht een biografie van A.L.G. Bosboom-Toussaint te schrijven, die nog niet gereed was toen zij overleed.

## Biografie

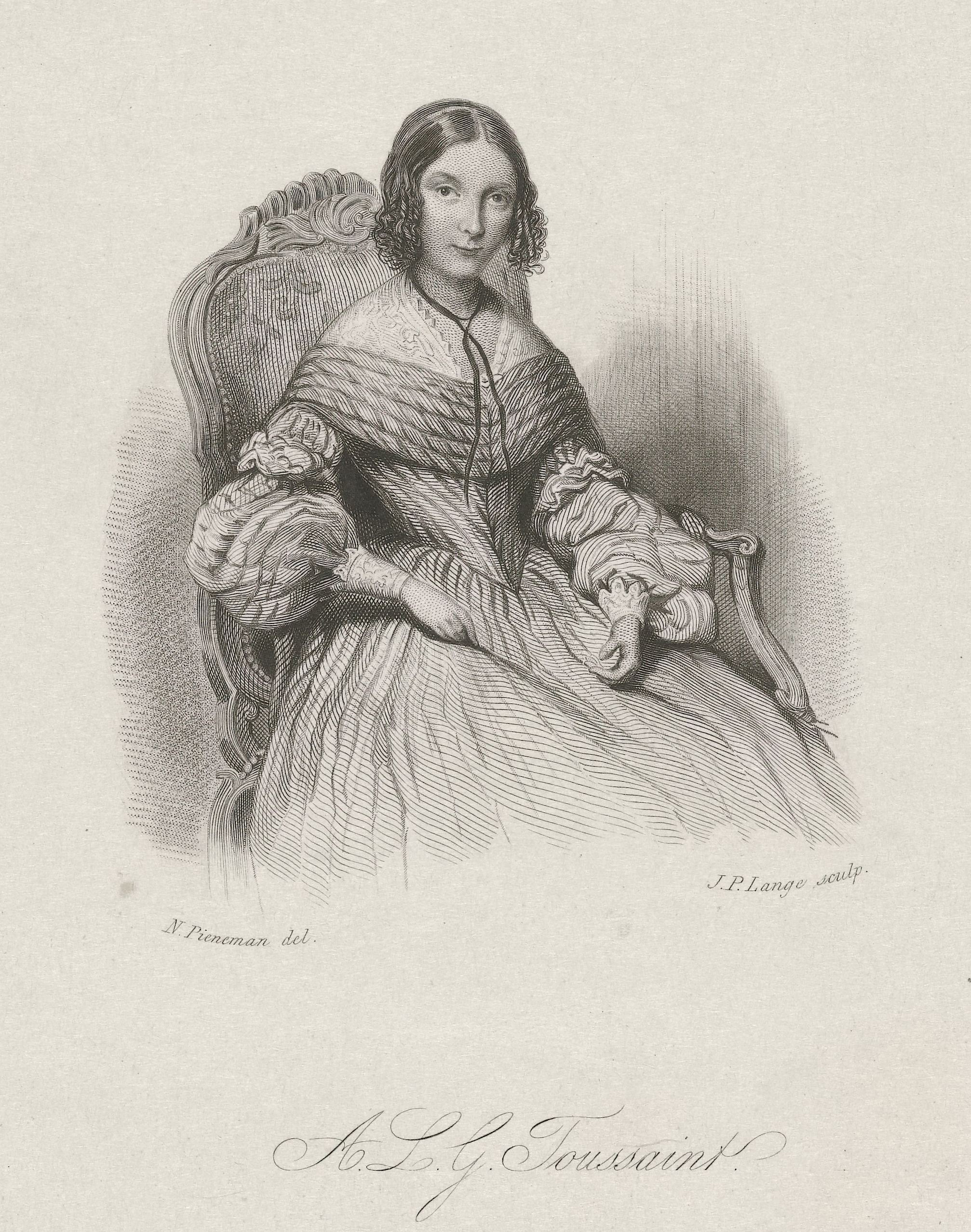
Portret van Anna Louisa Geertruida Bosboom-Toussaint. De geschriften van Bosboom-Toussaint waren het onderwerp van de dissertatie van Bouvy.

Bouvy behaalde haar kandidaatsexamen Nederlandse letteren in 1919. Als assistent van Verwey maakte ze de studenten vertrouwd met diens minder schoolse aanpak van de literatuurgeschiedenis dan waartoe de literatuurgeschiedenissen van Kalff en Prinsen aanzetten. Zij bleef dit doen onder Verweys opvolger P.N. van Eyck en gedurende diens ziekte onder W.A.P. Smit. Zodoende werd zij voor de studenten een stabiele factor bij al deze wisselingen.
De dissertatie van Bouvy geldt als de beste van de tien proefschriften die onder leiding van Verwey tot stand kwamen. Verwey schreef Bouvy in 1932 dat een rode draad in de dissertatie over Bosboom zou kunnen zijn 'de romantiek van mevr. B.' of de psychologie van het protestantisme ten tijde van het Reveil. Bouvy moet zich aan Bosboom-Tousaint verwant hebben gevoeld in die zin, dat ze beiden de geschiedenis niet slechts als een combinatie van feiten zonder diepere samenhang konden zien. In de dissertatie onderbouwde Bouvy haar overtuiging dat het Bosboom-Toussaint, meer dan een drama te scheppen, erom te doen was iets uit haar geschiedbronnen tevoorschijn te halen, te doorgronden wat er achter lag. Vervolgens ontleedde ze de gedachten en ideeën die uit het oeuvre te destilleren zijn, waarna een hoofdstuk over de stijl de studie afsloot. Dagblad De Telegraaf sprak van 'een zorgvuldig onderzoek der bronnen' en een 'scherpzinnig en interessant' slothoofdstuk.
In juni 1939 ging zij samen met haar moeder naar de Verenigde Staten voor familiebezoek, maar kon vanwege de uitgebroken Tweede Wereldoorlog niet terugkeren. In de VS bleef zij tot 1947 in verschillende functies werkzaam, in Boston en aan het Hope College te Holland-Michigan. Tijdens de oorlog stuurden zij en haar moeder meer dan 150 pakketten met kleding naar Nederland. Bouvy was enthousiast over het Amerikaanse literatuuronderwijs, dat in contrast stond met de schoolse Nederlandse traditie. Uit 1941 dateren enkele gedichten over haar heimwee naar Nederland, zoals 'Balling in the Library', waarin de duizenden banden in de bibliotheek te Boston voor haar het vaderland vertegenwoordigen. Na haar terugkeer werd zij op dringend verzoek van Van Eyck weer diens assistent te Leiden. In 1951 werd dit assistentschap omgezet in een leeropdracht, die in 1955 wettelijk werd vastgesteld als 'wetenschappelijk hoofdambtenaar 1e klasse' en die zij tot 1958 vervulde.
In 1940 werd Bouvy benoemd tot Lid van de Maatschappij der Nederlandse Letterkunde.